# Чемпіонат України з футболу 2013—2014: Прем'єр-ліга
Українська Прем'єр-ліга 2013–2014 — 6-й сезон української Прем'єр-ліги, який проходив з 2013 по 2014 роки.

## Учасники
За підсумками чемпіонату 2012/2013 років Прем'єр-лігу залишили команди «Говерла» та «Металург» З, а з першої ліги піднялися ФК «Севастополь» і «Сталь».
31 травня 2013 року ФФУ відкликала атестат у «Кривбаса», однак 4 червня «Кривбас» подав апеляцію на це рішення. 8 червня АК ФФУ відхилив апеляцію «Кривбасу», таким чином не допустивши команду до змагань. Місце «Кривбаса» зайняла «Говерла».
12 червня «Сталь» відмовилася від підвищення в класі. За регламентом ПФЛ (п.22 ст.13) у разі відмови «Сталі» її місце мав зайняти ПФК «Олександрія».
13 червня «Олександрія» також відмовилася від участі в Прем'єр-лізі, тож її місце мала зайняти чернівецька «Буковина».
14 червня відбулося засідання Комітету ФФУ з атестації футбольних клубів. «Говерла» і запорізький «Металург» отримали атестати, чернівецька «Буковина» атестата не отримала.
18 червня відбувся Виконком ФФУ, на якому вирішено залишити у Прем'єр-лізі «Говерлу» і запорізький «Металург».
Склад учасників:
| Команда          | Місто           | Стадіон                                                                        | Місткість стадіону | Місце в ПЛ 2012/2013 |
| ---------------- | --------------- | ------------------------------------------------------------------------------ | ------------------ | -------------------- |
| «Арсенал»        | Київ            | «Динамо» ім. Валерія Лобановського                                             | 16 873             | 8                    |
| «Волинь»         | Луцьк           | «Авангард»                                                                     | 12 080             | 13                   |
| «Ворскла»        | Полтава         | «Ворскла» ім. Олексія Бутовського                                              | 24 795             | 12                   |
| «Говерла»        | Ужгород         | «Авангард»                                                                     | 10 552             | 15                   |
| «Динамо»         | Київ            | НСК «Олімпійський»                                                             | 70 050             | 3                    |
| «Дніпро»         | Дніпропетровськ | «Дніпро-Арена»                                                                 | 31 003             | 4                    |
| «Зоря»           | Луганськ        | «Авангард» «Центральний» (м. Черкаси)                                          | 22 288 10 321      | 10                   |
| «Іллічівець»     | Маріуполь       | «Іллічівець» НСК «Олімпійський» (м. Київ)                                      | 12 680             | 9                    |
| «Карпати»        | Львів           | «Україна»                                                                      | 28 051             | 14                   |
| «Металіст»       | Харків          | ОСК «Металіст» «Динамо» ім. Валерія Лобановського (м. Київ)                    | 38 633 16 873      | 2                    |
| «Металург»       | Донецьк         | «Металург» «Метеор» (м. Дніпропетровськ)                                       | 5094 24 381        | 5                    |
| «Металург»       | Запоріжжя       | «Славутич-Арена»                                                               | 11 883             | 16                   |
| ФК «Севастополь» | Севастополь     | Спортивний комплекс «Севастополь» «Динамо» ім. Валерія Лобановського (м. Київ) | 5621 16 873        | 1 (перша ліга)       |
| «Таврія»         | Сімферополь     | РСК «Локомотив» НСК «Олімпійський» (м. Київ)                                   | 19 979 70 050      | 11                   |
| «Чорноморець»    | Одеса           | ЦС «Чорноморець» «Оболонь-Арена» (м. Київ)                                     | 34 164 5100        | 6                    |
| «Шахтар»         | Донецьк         | «Донбас Арена» «Центральний» (м. Черкаси)                                      | 51 504 10 321      | 1                    |

21 листопада 2013 року рішенням КДК ФФУ «Арсенал» було виключено з чемпіонату за дві неявки на ігри без поважної причини. Оскільки команда провела менше половини матчів, результати матчів за участю команди анульовані.

### Керівництво, тренери та спонсори
| Команда          | Президент          | Головний тренер         | Екіпірування | Титульний спонсор             |
| ---------------- | ------------------ | ----------------------- | ------------ | ----------------------------- |
| «Арсенал»        | Олександр Онищенко | Сергій Закарлюка (в.о.) | Nike         | —                             |
| «Волинь»         | Віталій Кварцяний  | Віталій Кварцяний       | Adidas       | —                             |
| «Ворскла»        | Олег Бабаєв        | Василь Сачко            | Adidas       | «Ferrexpo»                    |
| «Говерла»        | Іван Шуфрич        | В'ячеслав Грозний       | Adidas       | —                             |
| «Динамо»         | Ігор Суркіс        | Сергій Ребров           | Adidas       | ПАТ КБ «Надра Банк»           |
| «Дніпро»         | Ігор Коломойський  | Хуанде Рамос            | Nike         | «Біола»                       |
| «Зоря»           | Євгеній Гєллєр     | Юрій Вернидуб           | Nike         | «Holsten»                     |
| «Іллічівець»     | Володимир Бойко    | Микола Павлов           | Nike         | —                             |
| «Карпати»        | Петро Димінський   | Олександр Севідов       | Joma         | «FavBet»                      |
| «Металіст»       | Сергій Курченко    | Ігор Рахаєв             | Adidas       | «ВЄТЕК»                       |
| «Металург» Д     | Сергій Тарута      | Сергій Ташуєв           | Umbro        | «Індустріальний союз Донбасу» |
| «Металург» З     | Андрій Шевчук      | Олег Таран              | Adidas       | —                             |
| ФК «Севастополь» | Вадим Новинський   | Ангел Червенков         | Nike         | ПАТ «Банк Форум»              |
| «Таврія»         | Анатолій Могильов  | Ніколай Костов          | Puma         | «Кримський Титан»             |
| «Чорноморець»    | Леонід Клімов      | Роман Григорчук         | Nike         | АТ «ІМЕКСБАНК»                |
| «Шахтар»         | Рінат Ахметов      | Мірча Луческу           | Nike         | «Систем кепітал менеджмент»   |

- До 5 серпня 2013 року головним тренером «Металурга» Д був Юрій Максимов.[23]
- До 7 серпня 2013 року виконувачем обов'язків головного тренера «Металурга» Д був Володимир Пятенко.[24]
- До 10 серпня 2013 року головним тренером «Севастополя» був Олег Кононов.[25]
- 21 вересня 2013 року Геннадій Орбу призначений головним тренером ФК «Севастополь».[26]
- До 10 жовтня 2013 року головним тренером «Арсенала» був Юрій Бакалов.[27]
- До 28 жовтня 2013 року головним тренером «Металурга» З був Сергій Пучков.[28]
- До 27 листопада 2013 року головним тренером «Севастополя» був Геннадій Орбу.[29]
- До 11 січня 2014 року головним тренером «Таврії» був Янніс Христопулос[30]
- До 14 січня 2014 року виконувачем обов'язків головного тренера «Севастополя» був Сергій Коновалов.[31]
- До 24 лютого 2014 року головним тренером «Металіста» був Мирон Маркевич.[32]
- До 16 квітня 2014 року головним тренером «Динамо» був Олег Блохін.[33]

## Підсумкова турнірна таблиця
| М  | Команда          | І  | В  | Н  | П  | РМ    | О     |
| -- | ---------------- | -- | -- | -- | -- | ----- | ----- |
|    | «Шахтар»         | 28 | 21 | 2  | 5  | 62−23 | 65    |
|    | «Дніпро»         | 28 | 18 | 5  | 5  | 56−28 | 59    |
|    | «Металіст»       | 28 | 16 | 9  | 3  | 54−29 | 57    |
| 4  | «Динамо»         | 28 | 16 | 5  | 7  | 55−33 | 53    |
| 5  | «Чорноморець»    | 28 | 12 | 10 | 6  | 30−22 | 46    |
| 6  | «Металург» Д     | 28 | 12 | 7  | 9  | 45−42 | 43[а] |
| 7  | «Зоря»           | 28 | 11 | 9  | 8  | 35−30 | 42    |
| 8  | «Ворскла»        | 28 | 10 | 10 | 8  | 36−38 | 40    |
| 9  | ФК «Севастополь» | 28 | 10 | 5  | 13 | 32−43 | 35    |
| 10 | «Іллічівець»     | 28 | 10 | 4  | 14 | 27−33 | 34    |
| 11 | «Карпати»        | 28 | 7  | 11 | 10 | 33−39 | 32    |
| 12 | «Говерла»        | 28 | 7  | 5  | 16 | 27−39 | 26    |
| 13 | «Волинь»         | 28 | 7  | 6  | 15 | 24−51 | 24[б] |
| 14 | «Металург» З     | 28 | 2  | 6  | 20 | 19−54 | 12    |
| 15 | «Таврія»         | 28 | 2  | 4  | 22 | 15−46 | 10    |
| —  | «Арсенал»        | —  | —  | —  | —  | —     | —[в]  |

а УЄФА відсторонив «Металург» (Донецьк) від єврокубків на три роки за порушення фінансового фейр-плей. «Металург» подав апеляцію.
б З ФК «Волинь» знято 3 очки згідно з рішенням КДК ФФУ від 30.04.2014 року.
в «Арсенал» виключений зі змагань після 14-го туру, результати матчів за участю команди анульовані.
Позначення:

## Результати матчів
| Команда          | ВОЛ | ВОР | ГОВ    | ДИН | ДНІ | ЗОР | ІЛЛ | КАР | МЕТ | МТД | МТЗ | СЕВ | ТАВ | ЧОР | ШАХ |
| ---------------- | --- | --- | ------ | --- | --- | --- | --- | --- | --- | --- | --- | --- | --- | --- | --- |
| «Волинь»         |     | 0:0 | 0:1    | 1:4 | 1:3 | 0:2 | 1:0 | 1:1 | 1:4 | 1:0 | 2:0 | 1:2 | 1:0 | 1:2 | 2:0 |
| «Ворскла»        | 3:3 |     | 3:1    | 2:2 | 1:4 | 1:1 | 1:0 | 2:2 | 1:1 | 1:2 | 2:1 | 2:2 | 1:1 | 0:1 | 1:0 |
| «Говерла»        | 6:0 | 1:2 |        | 1:2 | 0:2 | 0:0 | 1:2 | 1:0 | 0:2 | 0:0 | 1:1 | 1:2 | 2:1 | 1:1 | 0:2 |
| «Динамо»         | 1:1 | 2:1 | 3:0    |     | 1:1 | 3:1 | 1:0 | 1:0 | 4:2 | 9:1 | 4:0 | 2:0 | 2:0 | 1:2 | 0:2 |
| «Дніпро»         | 5:1 | 2:2 | 1:0    | 2:0 |     | 1:3 | 3:1 | 1:4 | 2:2 | 3:1 | 1:0 | 3:0 | 1:0 | 2:0 | 3:1 |
| «Зоря»           | 2:0 | 1:2 | 1:0    | 2:0 | 3:0 |     | 3:0 | 2:2 | 2:2 | 0:4 | 0:0 | 3:0 | 0:0 | 1:0 | 1:3 |
| «Іллічівець»     | 1:0 | 1:2 | 0:1    | 0:2 | 0:2 | 1:0 |     | 1:1 | 1:1 | 3:0 | 3:1 | 0:0 | 1:2 | 3:1 | 1:3 |
| «Карпати»        | 0:1 | 0:2 | 1:0    | 2:2 | 0:4 | 0:0 | 0:1 |     | 2:4 | 2:2 | 2:2 | 2:0 | 2:1 | 1:1 | 3:2 |
| «Металіст»       | 4:0 | 1:0 | 1:1    | 3:0 | 2:1 | 1:1 | 2:0 | 2:1 |     | 1:0 | 3:2 | 3:1 | 1:0 | 0:0 | 2:4 |
| «Металург» Д     | 1:3 | 4:1 | 4:2    | 2:1 | 1:1 | 2:0 | 1:1 | 1:1 | 3:0 |     | 2:0 | 3:0 | 2:1 | 3:2 | 2:2 |
| «Металург» З     | 3:0 | 0:1 | 0:1    | 1:2 | 2:3 | 1:1 | 0:1 | 1:3 | 0:3 | 0:0 |     | 2:2 | 1:0 | 0:1 | 0:3 |
| ФК «Севастополь» | 2:1 | 1:0 | 3:0[а] | 1:2 | 1:1 | 0:2 | 0:1 | 1:0 | 0:2 | 4:2 | 5:0 |     | 1:0 | 1:1 | 1:3 |
| «Таврія»         | 2:2 | 0:1 | 1:3    | 1:2 | 0:2 | 0:2 | 0:3 | 0:1 | 0:3 | 0:1 | 3:1 | 0:2 |     | 1:2 | 0:4 |
| «Чорноморець»    | 0:0 | 1:1 | 2:1    | 1:1 | 1:0 | 3:1 | 1:0 | 0:0 | 1:1 | 1:0 | 3:0 | 2:0 | 0:0 |     | 0:1 |
| «Шахтар»         | 2:0 | 3:0 | 2:0    | 3:1 | 0:2 | 4:0 | 3:1 | 3:0 | 1:1 | 2:1 | 2:0 | 4:0 | 2:1 | 1:0 |     |

Анульовані результати матчів: «Дніпро» — «Арсенал» 3:0, «Арсенал» — «Металіст» 1:2, «Карпати» — «Арсенал» 0:2, «Арсенал» — «Ворскла» 1:1, «Металург» Д — «Арсенал» 2:0, «Чорноморець» — «Арсенал» 1:0, «Арсенал» — «Іллічівець» 1:2, «Зоря» — «Арсенал» 4:0, «Арсенал» — «Волинь» 2:1, «Говерла» — «Арсенал» 2:0, «Арсенал» — «Севастополь» 3:1, «Шахтар» — «Арсенал» 7:0, «Арсенал» — «Динамо» 0:2, «Таврія» — «Арсенал» 3:0[б].
а Згідно з рішенням КДК ФФУ від 27 травня 2014 року за неявку на матч без поважної причини «Говерлі» зараховано технічну поразку 0:3, а «Севастополю» — перемогу 3:0.
б Згідно з рішенням КДК ФФУ від 31 жовтня 2013 року за неявку на матч без поважної причини «Арсеналу» було зараховано технічну поразку 0:3, а «Таврії» — перемогу 3:0.

### Переноси матчів у зв'язку з суспільно-політичними подіями в Україні
У зв'язку з Євромайданом, кримською кризою та подіями на сході України низка матчів чемпіонату була перенесена на пізніший термін або в інші міста.
Так, два перших весняних тури — 19-й і 20-й — були перенесені з березня на квітень, матч 22-го туру «Севастополь» — «Металіст» був перенесений на 7 травня і відбувся в Києві, матч 21-го туру «Таврія» — «Динамо» відбувся у Києві. Матчі передостаннього туру пройшли без глядачів, матчі 29-го і 30-го турів, що мали відбуватися в Донецькій, Луганській, Одеській і Харківській областях, були перенесені до інших міст:
- матч «Зоря» — «Шахтар» (29-й тур) — до Черкас;
- матч «Металург» Д — «Металург» З (29-й тур) — до Дніпропетровська на стадіон «Метеор»;
- матч «Іллічівець» — «Динамо» (29-й тур) — до Києва на НСК «Олімпійський»;
- матч «Шахтар» — «Волинь» (30-й тур) — до Черкас;
- матч «Чорноморець» — «Карпати» (30-й тур) — до Києва на стадіон «Оболонь-Арена»;
- матч «Металіст» — «Ворскла» (30-й тур) — до Києва на стадіон «Динамо» імені Лобановського;
- матч ФК «Севастополь» — «Говерла» (30-й тур) не відбувся («Говерла» не поїхала на матч).

## Тур за туром
| Команда / Тур    | 01 | 02 | 03 | 04 | 05 | 06 | 07 | 08 | 09 | 10 | 11 | 12 | 13 | 14 | 15 | 16 | 17 | 18 | 21 | 22 | 23 | 24 | 25 | 19 | 26 | 20 | 27 | 28 | 29 | 30 |
| ---------------- | -- | -- | -- | -- | -- | -- | -- | -- | -- | -- | -- | -- | -- | -- | -- | -- | -- | -- | -- | -- | -- | -- | -- | -- | -- | -- | -- | -- | -- | -- |
| «Шахтар»         | 2  | 2  | 1  | 1  | 1  | 1  | 2  | 2  | 4  | 4  | 3  | 3  | 3  | 2  | 2  | 1  | 1  | 1  | 1  | 1  | 1  | 1  | 1  | 1  | 1  | 1  | 1  | 1  | 1  | 1  |
| «Металіст»       | 5  | 3  | 2  | 2  | 2  | 2  | 1  | 1  | 1  | 1  | 1  | 1  | 1  | 1  | 1  | 2  | 3  | 3  | 4  | 4  | 4  | 4  | 4  | 4  | 4  | 3  | 3  | 3  | 3  | 3  |
| «Динамо»         | 9  | 6  | 4  | 5  | 8  | 6  | 5  | 6  | 6  | 5  | 5  | 5  | 5  | 5  | 5  | 5  | 5  | 2  | 2  | 2  | 3  | 3  | 3  | 3  | 3  | 4  | 4  | 4  | 4  | 4  |
| «Дніпро»         | 1  | 1  | 5  | 3  | 3  | 3  | 3  | 3  | 2  | 2  | 2  | 2  | 2  | 3  | 3  | 3  | 2  | 4  | 3  | 3  | 2  | 2  | 2  | 2  | 2  | 2  | 2  | 2  | 2  | 2  |
| «Металург» Д     | 11 | 10 | 8  | 9  | 7  | 9  | 8  | 9  | 7  | 7  | 8  | 10 | 8  | 8  | 9  | 8  | 8  | 8  | 8  | 6  | 7  | 8  | 8  | 6  | 7  | 8  | 7  | 7  | 6  | 6  |
| «Чорноморець»    | 8  | 9  | 13 | 8  | 6  | 5  | 4  | 4  | 3  | 3  | 4  | 4  | 4  | 4  | 4  | 4  | 4  | 5  | 5  | 5  | 5  | 5  | 5  | 5  | 5  | 5  | 5  | 5  | 5  | 5  |
| «Арсенал»        | 15 | 15 | 11 | 11 | 12 | 15 | 15 | 15 | 13 | 14 | 14 | 14 | 14 | 14 | 14 | 15 | 15 | 15 | —  | —  | —  | —  | —  | —  | —  | —  | —  | —  | —  | —  |
| «Іллічівець»     | 6  | 8  | 12 | 13 | 13 | 8  | 7  | 8  | 8  | 8  | 10 | 9  | 9  | 9  | 11 | 9  | 9  | 9  | 12 | 12 | 11 | 12 | 10 | 9  | 9  | 9  | 9  | 10 | 11 | 10 |
| «Зоря»           | 3  | 5  | 3  | 4  | 4  | 7  | 9  | 7  | 9  | 10 | 7  | 7  | 7  | 7  | 7  | 7  | 7  | 6  | 7  | 8  | 9  | 7  | 7  | 8  | 6  | 6  | 6  | 6  | 7  | 7  |
| «Таврія»         | 16 | 16 | 16 | 16 | 16 | 16 | 16 | 16 | 16 | 16 | 16 | 16 | 16 | 16 | 15 | 14 | 14 | 14 | 15 | 14 | 15 | 15 | 15 | 15 | 15 | 15 | 15 | 15 | 15 | 15 |
| «Ворскла»        | 4  | 4  | 7  | 7  | 5  | 4  | 6  | 5  | 5  | 6  | 6  | 6  | 6  | 6  | 6  | 6  | 6  | 7  | 6  | 7  | 6  | 6  | 6  | 7  | 8  | 7  | 8  | 8  | 8  | 8  |
| «Волинь»         | 10 | 7  | 9  | 14 | 14 | 12 | 13 | 11 | 12 | 11 | 12 | 12 | 13 | 13 | 12 | 12 | 12 | 10 | 9  | 9  | 8  | 9  | 9  | 10 | 10 | 11 | 12 | 12 | 12 | 13 |
| «Карпати»        | 13 | 13 | 15 | 15 | 15 | 14 | 10 | 12 | 10 | 12 | 11 | 8  | 10 | 10 | 10 | 11 | 10 | 11 | 10 | 10 | 10 | 10 | 11 | 12 | 11 | 12 | 11 | 9  | 10 | 11 |
| «Говерла»        | 14 | 14 | 10 | 10 | 11 | 13 | 14 | 14 | 15 | 13 | 13 | 13 | 11 | 12 | 13 | 13 | 13 | 13 | 13 | 13 | 13 | 13 | 13 | 13 | 13 | 13 | 13 | 13 | 13 | 12 |
| «Металург» З     | 12 | 11 | 6  | 6  | 9  | 10 | 11 | 13 | 14 | 15 | 15 | 15 | 15 | 15 | 16 | 16 | 16 | 16 | 14 | 15 | 14 | 14 | 14 | 14 | 14 | 14 | 14 | 14 | 14 | 14 |
| ФК «Севастополь» | 7  | 12 | 14 | 12 | 10 | 11 | 12 | 10 | 11 | 9  | 10 | 11 | 12 | 11 | 8  | 10 | 11 | 12 | 11 | 11 | 12 | 11 | 12 | 11 | 12 | 10 | 10 | 11 | 9  | 9  |

## Найкращі бомбардири

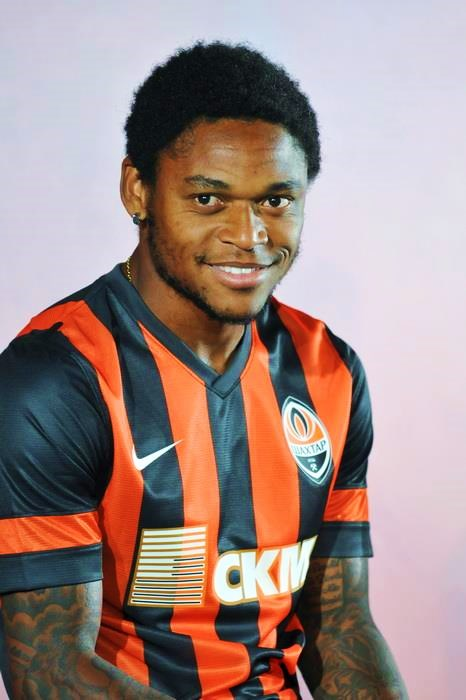
Луїс Адріану

(у таблиці враховуються м'ячі, забиті в матчах за участю «Арсенала», результати яких анульовані)
| №  | Футболіст              | Команда       | Голи (пен.) |
| -- | ---------------------- | ------------- | ----------- |
| 1  | Луїс Адріану           | «Шахтар»      | 20 (1)      |
| 2  | Жуніор Мораес          | «Металург» Д  | 19 (4)      |
| 3  | Марко Девич            | «Металіст»    | 15          |
| 4  | Матеус Лейті Насіменту | «Дніпро»      | 13          |
| 4  | Дьємерсі Мбокані       | «Динамо»      | 13          |
| 6  | Євген Селезньов        | «Дніпро»      | 13 (1)      |
| 7  | Яннік Болі             | «Зоря»        | 12 (1)      |
| 8  | Андрій Ярмоленко       | «Динамо»      | 12 (2)      |
| 9  | Олександр Гладкий      | «Карпати»     | 10          |
| 10 | Олексій Антонов        | «Чорноморець» | 10 (1)      |